# Hydractinia novaezelandiae
Hydractinia novaezelandiae is een hydroïdpoliep uit de familie Hydractiniidae. De poliep komt uit het geslacht Hydractinia. Hydractinia novaezelandiae werd in 1996 voor het eerst wetenschappelijk beschreven door Schuchert. 